# Elitegroup Computer Systems

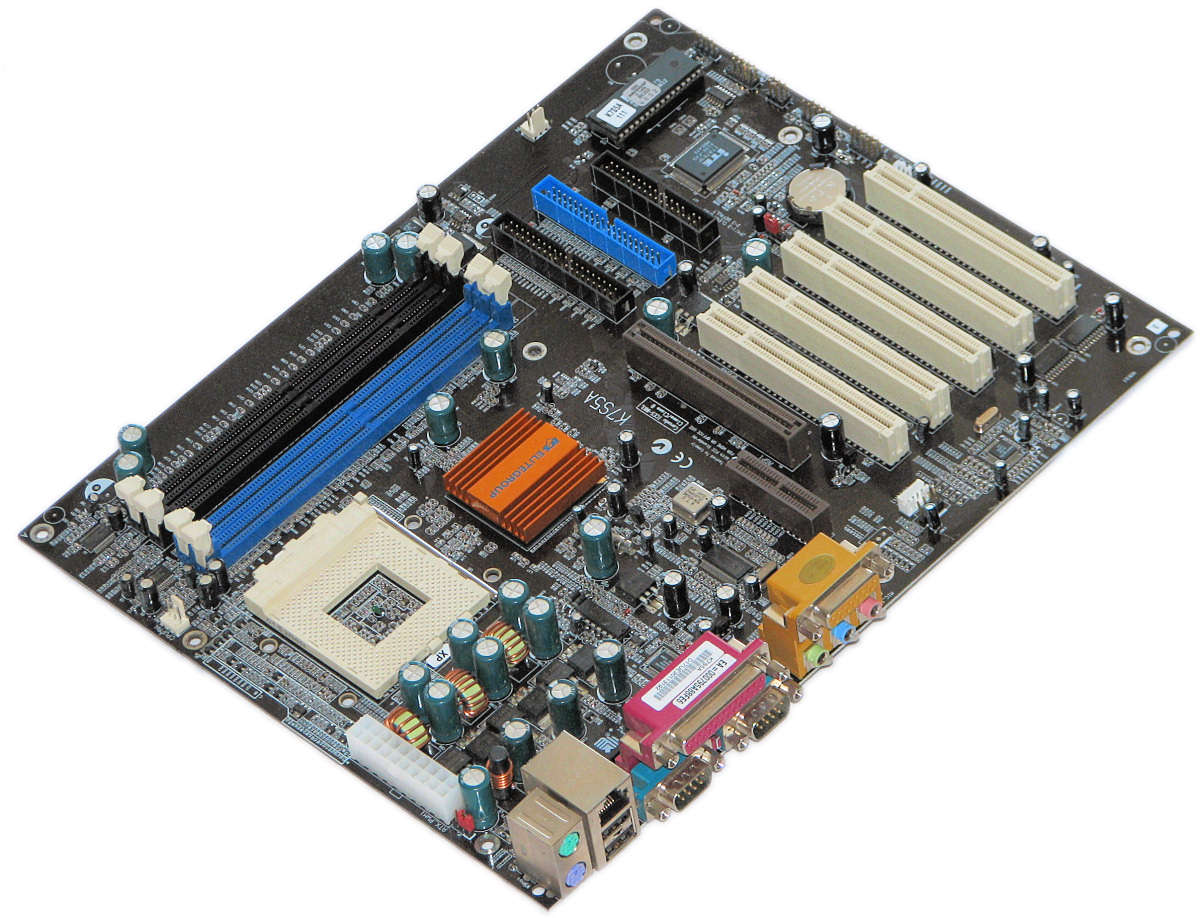
Материнська плата Elitegroup K7S5A

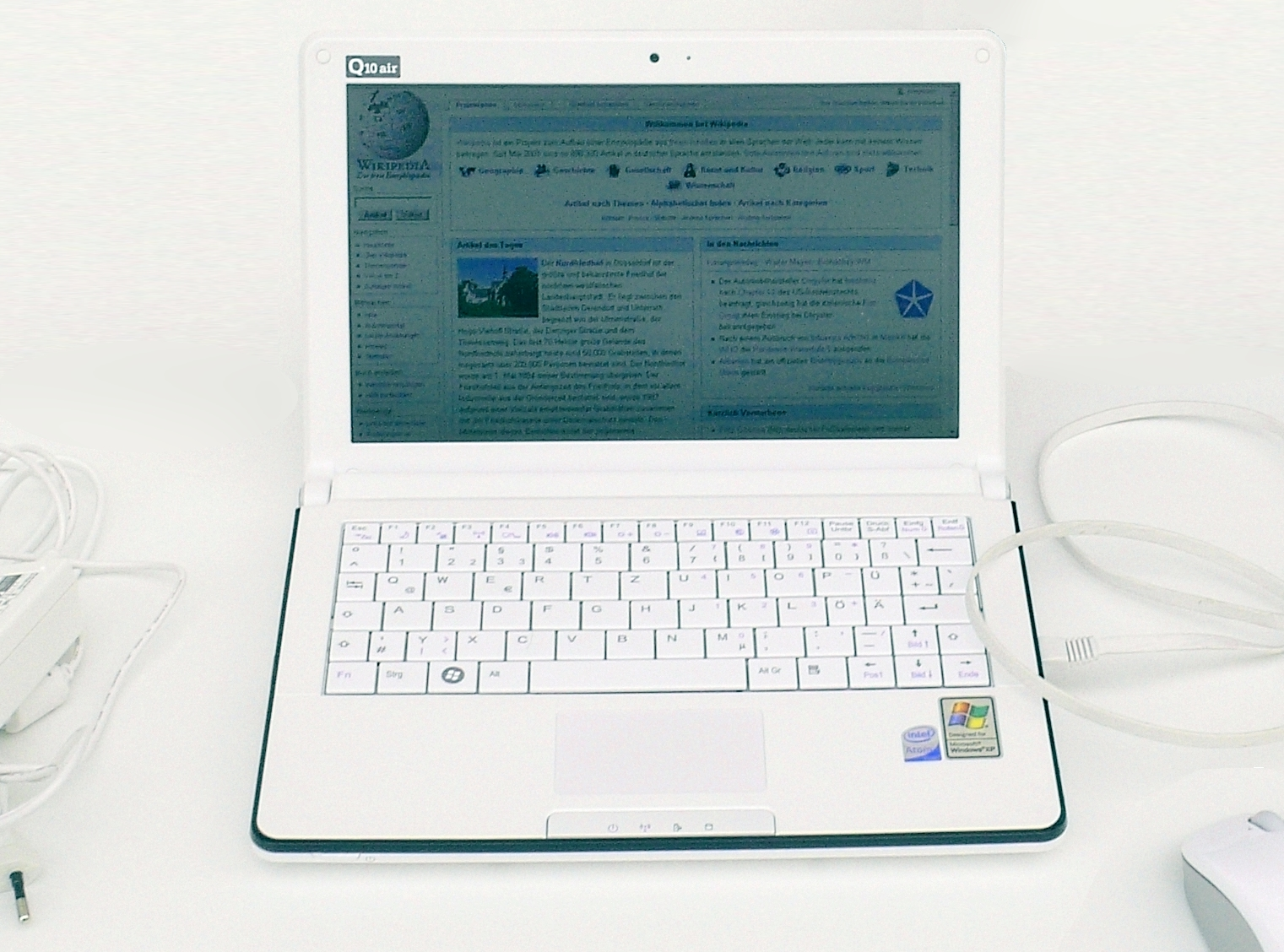
ESC G10IL нетбук

Elitegroup Computer Systems (скорочено ECS) — тайванський виробник материнських плат, відеокарт й комп'ютерів з головним офісом у Тайбеї. Заснована 1987 року. 15493 працівників.
Elitegroup була четвертим у світі виробником материнських плат після Asus, Gigabyte й MSI із 24 млн одиницями у 2002 році. Багато з них продається під назвами замовників IBM й Compaq.
2005 року Elitegroup об'єдналася з виробником дешевих материнських плат PCChips. З 2006 року почала виробляти також комп'ютери після придбання Uniwill.